# Сребърен фазан
Сребърният фазан (Lophura nycthemera) е вид птица от семейство Phasianidae.

## Разпространение и местообитание
Разпространен е във Виетнам, Камбоджа, Китай, Лаос, Мианмар и Тайланд.